# کوزوووکو (استان لهستان بزرگ‌تر)
کوزوووکو (به لهستانی:  Kozłówko) یک روستا در لهستان است که در گمینا تژمشنو واقع شده‌است.